# Kamienica przy ulicy Wojska Polskiego 13 w Raciborzu
Kamienica przy ulicy Wojska Polskiego 13 – czterokondygnacyjna, mieszkalno-handlowa, eklektyczna kamienica z elementami neobaroku znajdująca się w Raciborzu, przy ulicy Wojska Polskiego 13.
Budynek powstał w latach 1890-1900 i znajduje się w linii zabudowy ulicy Wojska Polskiego, gdzie sąsiaduje z kamienicą przy ul. Wojska Polskiego 15.

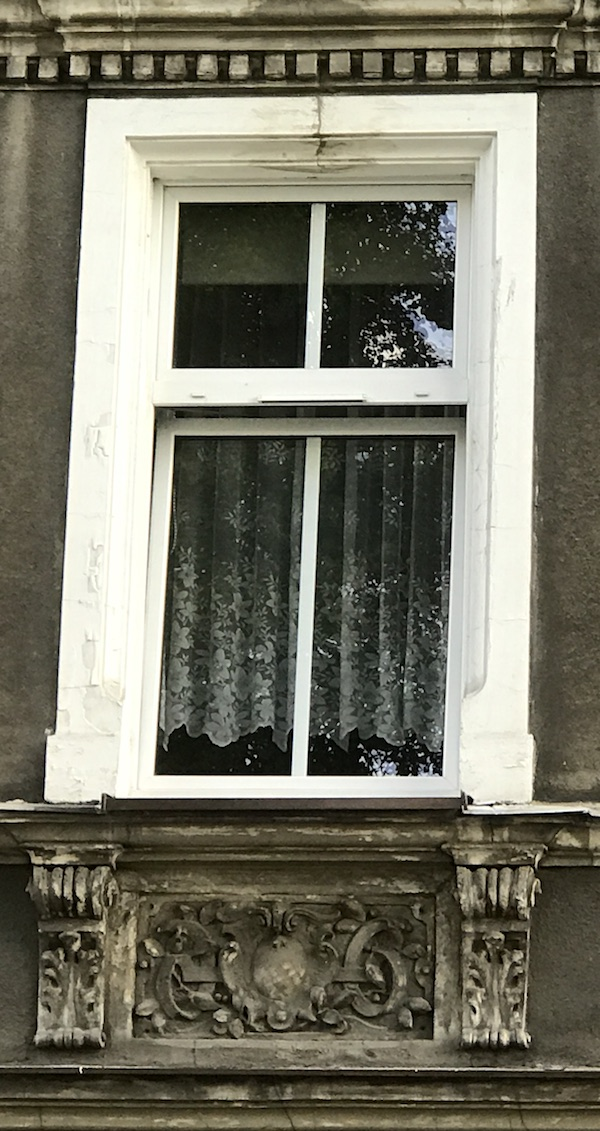
Prostokątne obramienia okien i płyciny podokienne na 2 kondygnacji
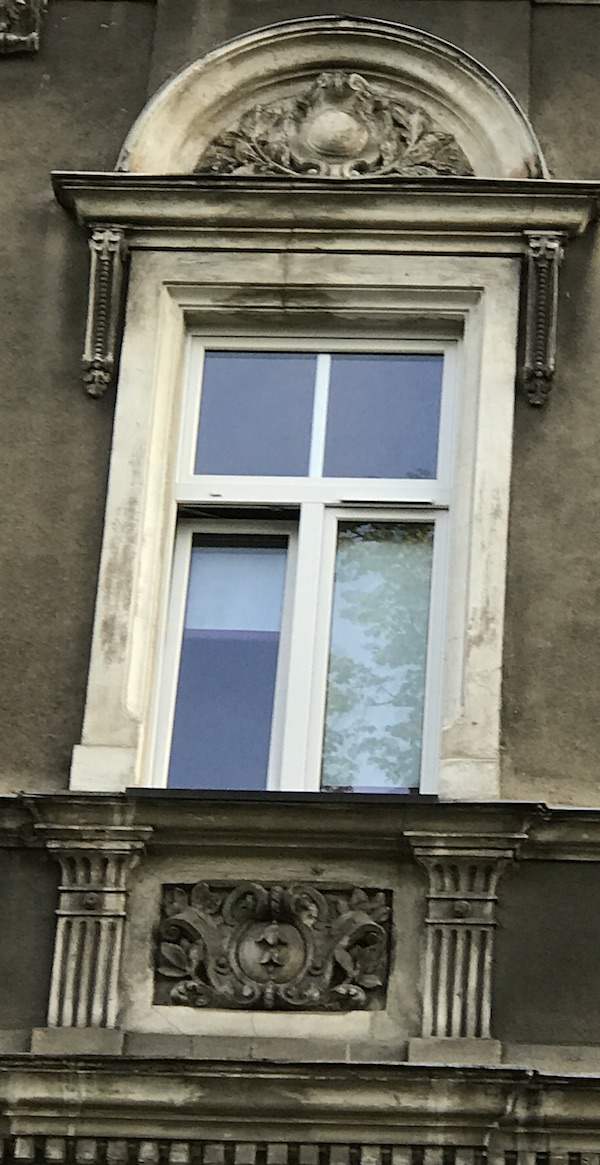
Półkoliste naczółki i płyciny podokienne na 3 kondygnacji

Kamienica wykonana w stylu eklektycznym z elementami neobaroku. W kamienicy widoczny jest asymetryczny pseudoryzalit, który został zwieńczony szczytem. Wejście na parterze posiada półkolisty, profilowany portal. 
Parter jest boniowany, natomiast trzy wyższe kondygnacje są tynkowane. Pseudoryzalit ozdobiony jest na drugiej i trzeciej kondygnacji prostokątnymi balkonami, które posiadają ażurowe balustrady. Pseudoryzalit wieńczy trójkątny szczyt. 

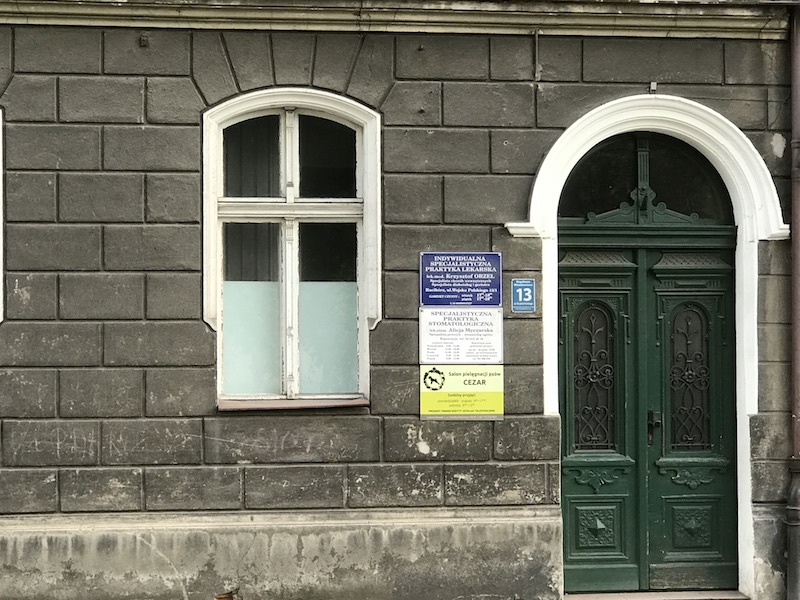
Boniowany parter kamienicy wraz z wejściem posiadającym półkolisty, profilowany portal
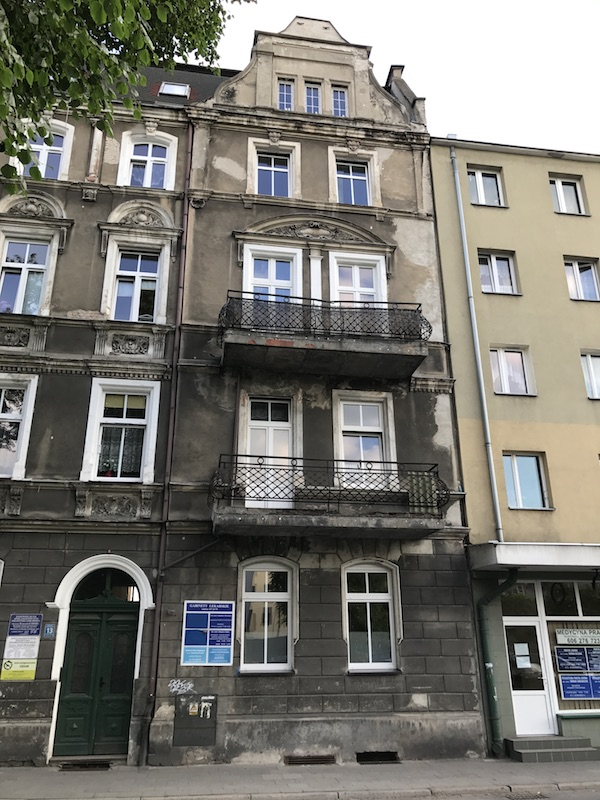
Pseudoryzalit z widocznymi balkonami, zwieńczony trójkątnym szczytem

Okna na parterze i trzecim piętrze w półkolistych obramieniach. Okna na pierwszym i drugim piętrze w obramieniach prostokątnych. Nad oknami trzeciej kondygnacji widoczne półkoliste naczółki, a na czwartej kondygnacji można dostrzec naczółki odcinkowe. Na drugiej i trzeciej kondygnacji widoczne płyciny podokienne. Naczółki i płyciny zdobione są sztukateriami o motywach geometrycznych i roślinnych, a także gitland, muszli i kartuszy. Na czwartej kondygnacji okna oddzielone kolumnami.